# Мелила (Козенца)
Мелила је насеље у Италији у округу Козенца, региону Калабрија.
Према процени из 2011. у насељу је живело 24 становника. Насеље се налази на надморској висини од 1040 м.